# Edifici al carrer Major, 124 (Caldes de Montbui)
L'Edifici al carrer Major, 124 és una obra de Caldes de Montbui (Vallès Oriental) protegida com a bé cultural d'interès local.

## Descripció
És un edifici entre mitgeres de planta baixa i dos pisos amb la coberta plana i transitable. Totes les obertures són allindades. A la planta baixa s'obren dues portes, a la primera planta una porta amb els brancals i llinda de pedra dona a una balconada i al segon pis hi ha una finestra quadrangular. La façana està rematada per una barana endarrerida.